# Сьоку Ніхонґі
Сьо́ку Ніхо́нґі　(яп. 続日本紀, しょくにほんぎ, МФА: [çoku ɲihongʲi], «Продовження Анналів Японії») — японська історична хроніка 8 століття. Друга книга японського історичного шестикнижжя. Продовження «Анналів Японії». Упорядкована 797 року за редакції Суґано Маміті та Фудзівари но Цуґутади. Складається з 40 сувоїв. Написана класичною китайською мовою. Висвітлює події 697—791 років, від інтронізації Імператора Момму до правління Імператора Камму.